# Scorpaena brasiliensis
Scorpaena brasiliensis — вид скорпеноподібних риб роду Скорпена (Scorpaena) родини скорпенових (Scorpaenidae).

## Поширення
Вид зустрічається на заході Атлантичного океану біля берегів Америки, від штату Вірджинія до Бразилії та у Мексиканській затоці.

## Опис
Риба дрібного розміру, завдовжки лише 20-35 см.

## Спосіб життя
Це морський, субтропічний, демерсальний вид, що мешкає на піщаному дні на глибині до 100 м. Активний хижак, що живиться дрібною рибою та ракоподібними.